# Finał Grand Prix IAAF 1996
12. Finał Grand Prix IAAF – zawody lekkoatletyczne, które odbyły się 7 września 1996 roku w Mediolanie. Był to czwarty w historii finał Grand Prix IAAF zorganizowany we Włoszech. Klasyfikację punktową całego cyklu Grand Prix w sezonie 1996 wygrali Kenijczyk Daniel Komen i reprezentantka Szwecji Ludmiła Engquist.

## Rezultaty

### Mężczyźni
| Konkurencja:       | Złoto:                              | Złoto:   | Srebro:                              | Srebro:  | Brąz:                              | Brąz:    |
| ------------------ | ----------------------------------- | -------- | ------------------------------------ | -------- | ---------------------------------- | -------- |
| 100 m              | Dennis Mitchell · Stany Zjednoczone | 9,91     | Donovan Bailey · Kanada              | 9,95     | Osmond Ezinwa · Nigeria            | 10,05    |
| 400 m              | Michael Johnson · Stany Zjednoczone | 44,53    | Anthuan Maybank · Stany Zjednoczone  | 45,19    | Derek Mills · Stany Zjednoczone    | 45,24    |
| 1500 m             | Hicham El Guerrouj · Maroko         | 3:38,80  | Noureddine Morceli · Algieria        | 3:39,69  | Laban Rotich · Kenia               | 3:39,76  |
| 5000 m             | Daniel Komen · Kenia                | 12:52,38 | Salah Hissou · Maroko                | 12:54,83 | Paul Koech · Kenia                 | 13:00,67 |
| 400 m przez płotki | Derrick Adkins · Stany Zjednoczone  | 48,52    | Torrance Zellner · Stany Zjednoczone | 48,92    | Samuel Matete · Zambia             | 49,36    |
| Trójskok           | Jonathan Edwards · Wielka Brytania  | 17,59    | Yoelbi Quesada · Kuba                | 17,39    | Kenny Harrison · Stany Zjednoczone | 17,21    |
| Skok wzwyż         | Patrik Sjöberg · Szwecja            | 2,33     | Steinar Hoen · Norwegia              | 2,30     | Artur Partyka · Polska             | 2,30     |
| Skok o tyczce      | Maksim Tarasow · Rosja              | 5,90     | Igor Potapowicz · Kazachstan         | 5,85     | Igor Trandienkow · Rosja           | 5,80     |
| Rzut młotem        | Lance Deal · Stany Zjednoczone      | 82,52    | Ihar Astapkowicz · Białoruś          | 79,84    | Heinz Weis · Niemcy                | 78,38    |
| Pchnięcie kulą     | John Godina · Stany Zjednoczone     | 21,18    | Randy Barnes · Stany Zjednoczone     | 21,14    | Paolo Dal Soglio · Włochy          | 21,13    |

### Kobiety
| Konkurencja:       | Złoto:                        | Złoto:   | Srebro:                         | Srebro:  | Brąz:                           | Brąz:    |
| ------------------ | ----------------------------- | -------- | ------------------------------- | -------- | ------------------------------- | -------- |
| 100 m              | Merlene Ottey · Jamajka       | 10,74    | Gail Devers · Stany Zjednoczone | 10,83    | Mary Onyali · Nigeria           | 11,00    |
| 400 m              | Cathy Freeman · Australia     | 49,60    | Falilat Ogunkoya · Nigeria      | 49,73    | Pauline Davis · Bahamy          | 49,87    |
| 1500 m             | Swietłana Mastierkowa · Rosja | 4:11,42  | Patricia Djaté · Francja        | 4:12,12  | Jekatierina Podkopajewa · Rosja | 4:12,14  |
| 5000 m             | Roberta Brunet · Włochy       | 14:54,54 | Gete Wami · Etiopia             | 14:55,78 | Pauline Konga · Kenia           | 14:56,32 |
| 100 m przez płotki | Ludmiła Engquist · Szwecja    | 12,61    | Michelle Freeman · Jamajka      | 12,69    | Dawn Bowles · Stany Zjednoczone | 12,76    |
| Skok w dal         | Inesa Kraweć · Ukraina        | 7,07     | Heike Drechsler · Niemcy        | 6,87     | Fiona May · Włochy              | 6,86     |
| Rzut dyskiem       | Ilke Wyludda · Niemcy         | 64,74    | Elina Zwierawa · Białoruś       | 64,66    | Nicoleta Grasu · Rumunia        | 63,64    |
| Rzut oszczepem     | Tanja Damaske · Niemcy        | 66,28    | Steffi Nerius · Niemcy          | 65,76    | Oksana Owczinnikowa · Rosja     | 65,30    |

## Klasyfikacja punktowa cyklu Grand Prix 1996

### Mężczyźni
| Pozycja | Zawodnik         | Punkty |
| ------- | ---------------- | ------ |
| 1.      | Daniel Komen     | 103    |
| 2.      | Jonathan Edwards | 99     |
| 3.      | Dennis Mitchell  | 95     |

### Kobiety
| Pozycja | Zawodnik         | Punkty |
| ------- | ---------------- | ------ |
| 1.      | Ludmiła Engquist | 93     |
| 2.      | Merlene Ottey    | 90     |
| 3.      | Michelle Freeman | 85     |